# Braquiosàurids
Els braquiosàurids (Brachiosauridae, 'llangardaixos braç') són una família de dinosaures sauròpodes. Eren quadrúpedes herbívors amb les potes anteriors més llargues que les posteriors i amb colls en un angle de 45 graus. Tot i les seves característiques aparentment distintives, no s'està d'acord sobre si els braquiosàurids constitueixen una família autèntica o una col·lecció de titanosauriforms basals. Com a resultat, també es discuteix quins animals pertanyen a aquesta família.